# Bam Margera

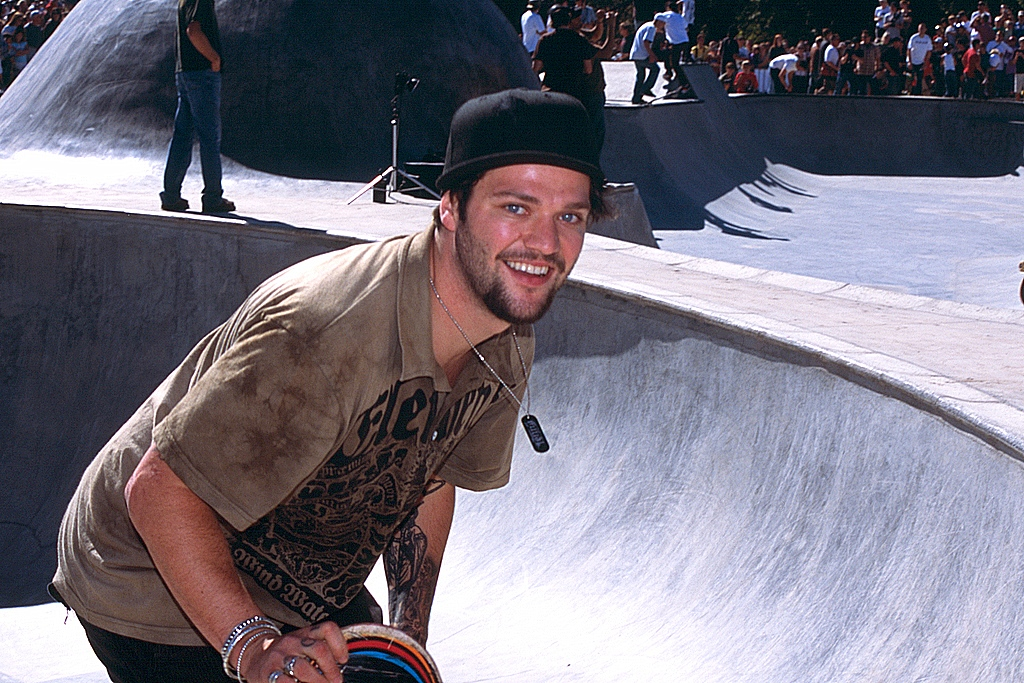

Brandon Cole "Bam" Margera (West Chester, 28 de setembro de 1979), é um skatista profissional Estadunidense, conhecido por sua participação no programa de televisão Jackass, da MTV, bem como por diversas outras aparições em diferentes mídias.
Margera, que anda de skate desde 1988, usou o dinheiro que ganhou com os direitos autorais do filme Jackass (2000) para fazer Haggard: The Movie (2003), e acabou por criar sua própria companhia de produções chamada de Bam Margera Productions.

## Família
Filho de Phil e April Margera, seu irmão, Jess, toca bateria na banda Camp Kill Yourself (CKY), e as suas músicas apareceram em vários vídeos de skate. É sobrinho de Vincent "Don Vito" Margera.

### Vida
Bam nasceu em West Chester, na Pensilvânia, estudou na East High School, onde conheceu Chris Raab. Foi expulso por colocar fezes em um armário. Mais tarde, ele recebeu seu diploma por insistência de seus pais.
Deu início a seu longo namoro com Jennifer Rivell em 5 de junho de 2003 no seu aniversário de 24 anos. Usa o Heartagram, símbolo da banda finlandesa de rock HIM (Bam é amigo da banda e ajudou a promovê-la na América), como seu próprio símbolo. Saiu da escola secundária na 11ª série, porém mais tarde conseguiu um diploma GED.
Bam entrou em uma profunda depressão com a morte de Ryan Dunn, a quem muitos consideravam seu melhor amigo. Por outro lado, em 2013, casou-se com Nicole Boyd, que deu à luz seu primeiro filho, Phoenix Wolf, em 23 de dezembro de 2017.

### Feitos e aparições
Ele aterrissou o Loop em Phoenix, Arizona tornando-se desta forma o 13º skater a consegui-lo e o 1º skater street a aterrissá-lo. Bam trabalhou na série Jackass da MTV, e apos o termino da série, ele criou a sua própria série, chamada de Viva la Bam. Foi a estrela principal de um programa na MTV chamado Bam's Unholy Union com a sua ex-esposa Missy Rotherstein. Bam também pode ser encontrado nos jogos Tony Hawk's Project 8, Tony Hawk's Underground 2, Tony Hawk's Underground, Tony Hawk's Proving Ground, Tony Hawk's Pro Skater 3, Tony Hawk's American Wasteland e Jackass.